# Josef Viehhauser
Josef Viehhauser (* 4. August 1950 in Sankt Johann im Pongau) ist ein österreichischer Koch und Gastronom. Viehhauser war neben Eckart Witzigmann einer der Pioniere der puristischen Nouvelle Cuisine in Deutschland. Der Gault Millau bewertete die Küche Viehhausers zeitweise mit 19 Punkten.

## Leben
Josef Viehhauser wuchs am elterlichen Berggasthof Herkuleshof in Kolbnitz auf. Er absolvierte eine Kochlehre in Bad Hofgastein und arbeitete anschließend unter anderem in Düsseldorf in der Orangerie und in München bei Hans-Peter Wodarz. 1976 begann er als Küchenchef im Landhaus Dill in Hamburg.
Im Februar 1978 machte sich Viehhauser mit dem Restaurant Le Canard in der Martinistraße in Hamburg-Eppendorf selbstständig. Das Restaurant bekam nach bereits neun Monaten einen Stern im Guide Michelin verliehen. 1989 erfolgte der Umzug des Le Canard in einen vom Architekten Meinhard von Gerkan eingerichteten Bau an der Elbchaussee.  
2004 musste das inzwischen zu einer Firmengruppe angewachsene Unternehmen Insolvenz anmelden. Danach arbeitete er neben der Herausgabe von Kochbüchern zunächst als Berater und auch als Gastkoch bei verschiedenen Veranstaltungen.
Von Dezember 2011 bis 2014 war er Küchenchef im Restaurant Marbella in Hamburg. Im November 2014 kochte er im Schmilinsky Weinbistro in Hamburg.

## Schüler von Josef Viehhauser
Josef Viehhauser war in den 1980er und 1990er Jahren Lehrmeister einer ganzen Generation hoch angesehener Köche, darunter Michael Hoffmann, Johann Lafer, Hartmut Leimeister, Kolja Kleeberg, Heiko Nieder, Manfred Stocker, Jörg Wörther und Rainer Wolter.

## Publikationen
- Le Canard. Kulinarischer Genuß an der Elbchaussee. Hugendubel, München 1997, ISBN 3-88034-965-7.
- Meine feine Küche: die 400 besten Rezepte und Variationen. Mosaik-Verlag, München 2000, ISBN 3-576-11101-8.

## Auszeichnungen
- 1991 Goldene Roulette Kugel verliehen von Casino Austria
- 1992 Koch des Jahres „Gault Millau“
- 1993 Vier Hauben Gault Millau
- 1997 Trophée Gourmet „A la Carte“
- 2023 Förderung der Genusskultur, eat! berlin[15]